# Брезовиця-при-Любляні
Брезовиця-при-Любляні (словен. Brezovica pri Ljubljani) — поселення в общині Брезовиця, Осреднєсловенський регіон, Словенія. Висота над рівнем моря: 296 м.